# David D. Phelps

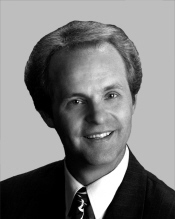
David D. Phelps

David Dwain Phelps (* 26. Oktober 1947 in Eldorado, Illinois) ist ein US-amerikanischer Politiker. Zwischen 1999 und 2003 vertrat er den Bundesstaat Illinois im US-Repräsentantenhaus.

## Leben
David Phelps besuchte die Eldorado Township High School und studierte danach bis 1969 an der Southern Illinois University. Danach arbeitete er als Lehrer und in der Schulverwaltung. Zwischen 1980 und 1984 war er bei der Bezirksverwaltung im Saline County angestellt. Gleichzeitig schlug er als Mitglied der Demokratischen Partei eine politische Laufbahn ein. Zwischen 1984 und 1998 saß er als Abgeordneter im Repräsentantenhaus von Illinois.
Bei den Kongresswahlen des Jahres 1998 wurde Phelps im 19. Wahlbezirk von Illinois in das US-Repräsentantenhaus in Washington, D.C. gewählt, wo er am 3. Januar 1999 die Nachfolge von Glenn Poshard antrat. Nach einer Wiederwahl konnte er bis zum 3. Januar 2003 zwei Legislaturperioden im Kongress absolvieren. In seine Zeit als Kongressabgeordneter fielen die Terroranschläge am 11. September 2001 und der Beginn des Irakkrieges.
Im Jahr 2002 wurde er nicht wiedergewählt. Heute arbeitet er für das Verkehrsministerium in Illinois. David Phelps ist auch als Komponist tätig und trat als Gospelsänger auf.